# Dodge Charger
Dodge Charger este un model de automobile comercializat de Dodge sub diferite forme de-a lungul a șapte generații începând din 1966.
Primul Charger a fost un automobil la comandă creat special pentru prezentare publică, mai degrabă decât pentru vânzare (show car sau dream car). Un prototip Charger II din 1965 a fost folosit la versiunea de producție din 1966.
Charger a fost construit pe trei platforme diferite de diferite dimensiuni.
Versiunea actuală este un sedan cu patru uși.